# Pivot Stickfigure Animator

## Pivot Stickfigure Animator
Pivot Stickfigure Animator, é um programa projetado em Delphi de animação de bonecos palitos que trabalha em 2D (duas dimensões). Criado por Peter Bone em 2004(versão beta), atual engenheiro de software, PhD.

## História
Pivot Stickfigure Animator foi o primeiro software projetado especificamente para animações de bonecos palitos (Stick Figures).
Peter Bone estava na universidade cursando PhD em engenharia de software quando criou o projeto em 2004 a pedido de seu irmão, que necessitava de um programa (software) que pudesse criar animações com "stick figures", tivesse um visual simples e amigável e com um fácil acesso às ferramentas. A proposta era de tornar possível a qualquer pessoa criar uma animação de forma fácil e prática.
O diferencial de outros programas de animação que existiam na época era que Peter Bone havia criado a possibilidade de movimentar um objeto e/ou um personagem em palitos, mantendo sua proporção constante e ainda podendo ajustar o ângulo, tamanho, cor e posicionamento de cada imagem separadamente, assim tornando todo o processo da animação mais rápida e simples.

Animação com temática de Parkour.

## Temas mais utilizados
Os temas mais encontrados giram em torno de lutas, inspiradas em animes e desenhos, comédia, clipes musicais e até mesmo educacionais.

## Comunidades
Há uma enorme quantidade de animadores espalhados pelo mundo, que comumente se reúnem através de fóruns locais (do mesmo país) para compartilhar animações, sticks, artes, complementos e informações sobre o programa. Alguns deles são:
- The Dark Demon - http://thedarkdemon.com/
- Droidz - http://www.droidz.org
- Stickpage (alguns artistas) - http://www.stickpage.com
- Pivotbrasil - http://pivotbrasil.forumeiros.com/
- Pivot5 - http://pivot5.forumeiros.com/

## Maiores Eventos
Certamente um dos maiores eventos da comunidade são as colaborações, conhecidas como Collabs pela comunidade. Entre as mais famosas estão a DDC(DarkDemonCollab), BloodCollab, PivotBrasil Collab e a mais recente Pivot5 Collab.

## Curiosidades

Infinity.

É um programa recomendado por escolas públicas e privadas para projetos educacionais.
Muito confundido como um jogo, é um programa de animações assim como Blender ou Flash, embora em 2D.
Alguns animadores ficaram famosos em fóruns e por seus canais no Youtube, são exemplos: Senzo, OlixFlix, Bahamut, Lkpb, Claudinho, ipwnall, Senzo, Lemon, DD15x(Zara ou ▲), Cressel, Maykon, TRGG, Dr.Hank, Yoh, Elmo, AnimatorTV, Acid, Jojishi(pivotpro) entre outros grandes animadores.
Apenas dois brasileiros conseguiram alcançar o rank máximo do fórum Inglês TheDarkDemon, sendo eles DD15x(Zara ou ▲) e OlixFlix.
Entre os mascotes memoráveis  criados pela comunidade pivotística estão: Inifnity, DarkBert, Wu, OmegaBert, Tripod, Boxor e etc.

Infinity em versão PixelArt.

A versão 5 do software já está em desenvolvimento segundo entrevista concedida por Peter Bone, para o fórum Pivot5.

## Dicionário do Pivot[5]
Como em toda grande comunidade, foram criados, também, jargões a respeito do que é utilizado. Aqui estão alguns deles e seus significados:
- Pivot Stickfigure Animator: Esse é traduzido de inglês para português como: "O animador de figuras palito por meio de pivos (ponto por onde ele gira)".
- .piv: É uma extensão (formato) de arquivo usada para salvar suas animações no Pivot.
- .gif: É uma extensão (formato) de arquivo de imagem animada que salva todos os quadros que você adicionou na animação, quando todas juntas, formam a animação e dando para você fazer upload em um site de hospedagens de imagem e compartilhar para as pessoas (aqui no fórum por exemplo).
- .stk: É uma extensão (formato) de arquivo usada para salvar suas figuras de palito (stickfigures), que no caso são aqueles bonequinhos (ou objetos) de palito que você usa na animação para criar movimento.
- Background: São fundos para que você possa enfeitar sua animação, eles agregam belos valores visuais em torno da animação, também chamado de cenário (ou "BG"). Você pode criar uma imagem ou fazê-lo pelo próprio Pivot.
- Onion Skin: Traduzido como "casca de cebola". É a sombra do stick do frame adicionado anteriormente. Com ele vai ser mais fácil você aplicar easing e physics.
- Image Equalize: Significa "imagem equalizada" para o português. É a qualidade da animação, se você salvou corretamente em .gif pode conseguir uma boa qualidade (o máximo que o .gif permite).
- Blur: Seria uma coisa borrada, desfocada. Você pode usar para indicar a velocidade de um movimento, como por exemplo: um cara é jogado com muita força para o lado, para indicar a velocidade dele no ar aplicasse o blur (exemplo: http://prntscr.com/686tof ).
- Trails: Traduzido como "rastro" para o português. Pode se dar como exemplo uma linha que segue um movimento rápido, ou uma sombra que segue o movimento de uma espada, como nessa animação: http://i.minus.com/iNEyMwrYcTzBL.gif. Percebesse o vermelho atrás da espada, isso é um trail, isto é, um rastro.
- Direct Link: Traduzido como "Link Direto" para o português. É o link de alguma imagem (.gif, .png, etc...) de um site de hospedagem direta, como o Imgur. Após a hospedagem, ao lado você encontra links para você poder compartilhar, ali está o Direct Link, que mostra apenas a imagem e mais nada (exemplo: http://prntscr.com/68769t). Para mostrar a animação aqui no fórum, você coloca o link entre "[img.]" e "[/img.]" (sem os pontos).
- Double Frame: Traduzido como "Quadro Duplo" para o português. Ele é uma técnica aonde você duplica o frame sem alterar qualquer movimento para dar mais clareza a uma movimentação rápida demais.
- Joint: Traduzido como "Conjunto" para o português. É uma animação aonde participa-se 2 ou mais animadores. Você faz uma parte da animação e envia o arquivo salvo para o próximo animador animar também.
- Collab: Abreviado da palavra "Collaboration" que significa "Colaboração" em português. São um conjunto de animações de diferentes pessoas feitas a partir de um determinado tema, seguindo suas regras. Após todas as animações terminadas, existem programas que dão a possibilidade de poder juntá-las em um só vídeo, programas como: Sony Vegas PRO, Windows Movie Maker, Camtasia Studio e outros.
- Duelos/Lutas: Existem dois modos de realizar um duelo no Pivot. No primeiro usamos a área de lutadores, o Pivot Fight Club, aonde os membros podem criar seus lutadores e desafiar a alguém para um duelo contra o lutador dele e ele contra o seu. Neste duelo, você precisa sempre derrotar o lutador do seu adversário, e o seu adversário derrotar o seu. A animação que sair melhor em requisitos que classifique uma animação como boa, ganha (40 coins, ponto no rank e a sua dignidade). No segundo modo, você pode competir quem faz um movimento em uma animação da melhor forma. Caso for escolhido animar o soco, quem animar melhor o soco ganha o duelo (mas diferente do GLD, você só ganha dignidade mesmo, a não ser que você esteja apostando algo com o adversário no duelo).
- Physics: Está relacionado a física das coisas, como gravidade, ação e reação. Quando o physic é bem aplicado, a animação parece muito mais real e muito melhor.
- Easing: Você ja deve ter ouvido muito disso, seria uma técnica para deixar a sua animação mais suave. Easing é a aceleração e a desaceleração das coisas, mas o termo no Pivot é usado como a aceleração e a desaceleração de movimentos em uma animação. Dê uma volta pelo fórum para encontrar alguns tutoriais sobre o assunto.
- PeE: Ambos acima, Physics e Easing.
- FBF: Abreviação de "frame by frame" que significa "Quadro por Quadro". No Pivot esse é o único meio de se fazer uma animação, já no Flash você pode usar a interpolação de movimentos colocando aonde que começa e aonde acaba o movimento, sem precisar fazer esse movimentos entre o começo e o final (como é feito no Pivot). FBF também pode ser usado como plágio para copiar os frames (sem ctrl c ctrl v, copiar manualmente mesmo) de outra animação, que também pode ser um jeito de aprender a animar.
- Estilos de Animação: Como se faz um estilo? Você se pergunta? Isso é uma coisa que muitos perguntam, mas seria basicamente um conjunto de easing e physics bem feitos, aplicadas de um jeito único, um jeito onde só você faz, um jeito original. Muitas pessoas tentam vários estilos de várias maneiras, outras tem seu próprio e nunca muda, ou aquele estilo normal, do jeito que todos animam.
- HSF: Abreviação de "Heavy Space Frame" que significa "espaços bem grandes entre os frames" para o português. Mas de uma maneira geral seria aquelas partes da animação aonde começa-se devagar e de repente ele faz um movimento gigante. Alguns animadores (como o Claudinho) usam isso como um estilo.
- Smooth: Traduzido como "Suavidade" para o português. É uma maneira de deixar sua animação mais suave e não travada.
- "Cortesia?": Geralmente pergunta-se isso no final de um comentário de alguma pessoa no seu tópico de animação para pedir que você também comente no tópico dele, é uma troca de favores.
- Coin: A moeda do fórum[6], usada para conseguir coisas em troca. Exemplo: VIP, trocar nicks, fazer trocas por favores de outros membros, comprar sticks, comprar .pivs e etc...
- FPS: Abreviação de "Frames per second" que significa "Quadros por segundo" em português. É o número de quadros que se passam por segundo. Se a animação está configurada com FPS 17 por exemplo, em 1 segundo de animação irá se passar 17 quadros. (FPS também é um estilo de jogo de tiro em primeira pessoa: "First-person shooter", como o Counter-Strike)